# 長与千種
長与 千種（ながよ ちぐさ、1964年12月8日 - ）は、日本の女子プロレスラー、実業家、女優。長崎県大村市出身。女子プロレスラーのカリスマの一人とされる。
父親は競艇選手の長與繁。

## 来歴
競艇選手として財を成した父がいる裕福な漁師の家庭に生まれ、10歳まで何不自由なく育ったが、小学5年生の時に父が「保証倒れ」で億単位の借金を背負った。一家は離散し、4年間で親戚の家を5軒たらい回しにされた。
食べるのにも不自由する生活を送り、親戚から厄介者扱いされたため、居場所が無いと感じた長与は中学1年生になると勉強をしなくなり、学業成績は急降下した。成績が悪いという理由で血がにじむほど殴る数学教師が嫌で学校にも行かなくなった。そのような状況下で長与にとっての支えは父に勧められた空手であり、幼少期から男子ばかりの道場で学び、不登校・引きこもりになっても空手の稽古だけは休まなかった。親戚は不登校になった長与を持て余し、「もう面倒を見切れない」と父に引き取るように連絡した。
親戚に長与を預けた父を長与は恨み、父が引き取った最初の日に作ったすき焼きはテーブルごと引っ繰り返した。そんな長与を見た父は4年ぶりに母親に会いに大阪に行こうと誘った。以前は資産家としてチヤホヤされていた母が、4畳半ほどのアパートに住み、つつましいバーで客に頭を下げていたのを目の当たりにし、長与は我に返った。父の妹夫婦の家に預けられてからは「家族の一員」として優しく扱われ、中学2年生の時に学校に新設されたソフトボール部という学校内での居場所を見つけた。中学3年生になってからは女性の担任に恵まれ、学校にも再び通うようになった。本人は「空手とソフトがなければ、本当にどうなっていたかわからない」と振り返っている。
大村市立玖島中学校卒業後、上京。父からは競艇選手になることを勧められていたという。空手で推薦入学する話もあったが、家族にこれ以上金の面倒を掛けたくないという理由から、進学の意思はそもそもなかった。出身中学で卒業後の進路に就職を選んだのは、長与が初であったと本人は聞いているという。プロレス界入りに難色を示していた学校側から担任の後押しで了承を得た長与は、弁当の他に購買部で残ったパンで増量し、身長が160cmを超えた頃、体重が70kgになっていた。
中学卒業後に全日本女子プロレスに入門。長与が住んでいた地方は情報伝達が遅く、長与がオーディションについて知る頃には1980年入門のオーディションはすでに終了していたが、空手の関係者を通じて熊本のプロモーターに別枠で入門テストを受けさせてもらい、意外にもすんなり合格した。ビューティ・ペアの引退により女子プロレスが下火になっていたため、人材不足になっていたのだろうと、長与本人は後に分析している。
入門すると猛練習、雑用の山、極貧生活の日々が待っていた。スパーリングでは締め技を受けたが「参った」の仕方も教えてもらえなかったため、いつも失神するまで我慢した。寮生活では米とトイレットペーパー以外すべて自費であり、1ヶ月1万円の極貧生活を余儀なくされ、八百屋で野菜の切れ端を10円で貰い、後はマヨネーズとタバスコで味付けした。
1980年8月8日、東京都の田園コロシアムで行われた大森ゆかり戦でデビューした。デビュー当初は2リーグ制を採用していたため、Bチームに編入された。
デビュー2年目の1981年の全女は200大会以上あったが、A・Bチーム制が廃止されて選手が過多になったため、20試合にも出してもらえなかったと本人は記憶している。収入に困って家賃を滞納してアパートを退去させられた際には、デビル雅美が家賃を肩代わりして自身のマンションへの居候を認めた。新人当時からデビルには非常に可愛がられていて現在も交流が続いている。
新弟子時代の長与とダンプ松本はプロレスが強くない上に個性がないため、全くの落ちこぼれであった。デビュー前2人は「辞めてしまえ」などと罵倒され、デビュー後2年はいじめの標的にされた。またダンプ松本は、長与は前述の通り別枠入団であったため当時周囲から快く思われていなかったと証言している。
デビュー後、先輩レスラーとの軋轢や、自身のファイトスタイルが周囲や観客に受け入れられないことに失望し、引退するつもりでいた矢先「どうせ辞めるのならやりたいことをやって辞めよう」と考え、当時同じように悩んでいたライオネス飛鳥と意気投合し、1984年8月に飛鳥とのタッグチーム『クラッシュギャルズ』を結成。それまでの女子プロレスにほぼ見られなかった、男子プロレスのエッセンスを取り入れたファイトスタイルで、女子プロレスの新たな世界を作り出し、注目される。長与がストロングスタイルを貫いた理由として、かつてお色気路線の女子プロレスがあったことやビューティ・ペアの頃はファンがプロレスより歌を目当てにしていたことから、女子プロレスをプロレスとして認めさせたいという思いを持っていた。しかし2016年の文献では、同年5月27日のリコシェvsウィル・オスプレイ戦の試合運びを例に出して、技が高度化する一途の日本プロレス界はショープロレスに転換する時期が来ていると私見を述べている。
入場時にはリング上で歌を歌い、ベビーフェイスのタッグチームとして、ヒールの極悪同盟との抗争で女性ファンの人気を博し、1977年のビューティ・ペア以来の大ブームを作り出す。1985年には極悪同盟に負けて、スキンヘッドに剃髪したこともある。
リング上で長与と向き合ったことがある影かほるは「初めてシングルマッチをやったときに、この人は天才なんだな、と思った。自分がアピールすることではなく、まるで魔法使いみたいに相手を操って、実力以上の力を引き出してくれるのよ。10の力しかない新人でも、長与千種と当たれば20も30も出せる。体が勝手に動いちゃう。やった人にしかわからないことだけど。プロレスをやるのは、実は結構シンドイこと。でも、彼女と当たると全然疲れない。ダンプ松本さんも同じことを言っていた」と、長与のレスラーとしての力量を称賛している。
本人曰く最高時の年俸は3000万円から4000万円。最初1億円もあった家族の借金の内8000万円は長与が稼いだ金で返済された。稼ぐようになっても金の管理は姉に任せ、必要分だけ姉から引き出していたため、身の丈を超える金遣いはしなかった。
1989年に突然引退。引退の要因としては、当時長与との対戦を熱望していた神取忍との因縁を契機にジャパン女子プロレスとの対抗戦実現を狙ったのに対し、会社側から「全女にメリットがない」と拒否されたこと（なお、復帰後も神取とはシングルマッチでは対戦していない）、さらに当時の全女の「25歳定年制」の関係から、大会ポスターでの扱いが小さくなるなど会社側が露骨に肩叩きの動きを示してきたことから、「プロレスに対する情熱が急速に冷めてしまった」と後に明らかにしている。
レスラー引退後はタレントとしてテレビドラマや舞台での活動を行っていたが、1990年代前半の女子プロレスブームの中、1993年11月にプロレスラー復帰。
JWPを主戦場としてダイナマイト・関西とのシングル戦を熱望し、下位選手から一人ずつ倒していく挑戦ロードを対戦型格闘ゲームになぞらえ、「餓狼伝説」と称した。これを受けて同ゲームのメーカーであるSNKを個人スポンサーに獲得し、餓狼伝説に登場するキャラクターと同デザインの鎧の入場コスチュームを纏ったこともある。この「餓狼伝説」は関西戦に辿り着く直前にスーパーヒール・デビル雅美に敗れて終了した。そこで一からやり直しとなった再挑戦ロードは「サムライスピリッツ」と称され、最終的には関西とのシングルマッチを行ったが長与の敗戦に終わっている。
1994年8月25日にはGAEA JAPANを設立。新人選手を育成していた。
2000年にはライオネス飛鳥と『クラッシュ2000』として、コンビを再結成するなど精力的に活動するが、2005年4月10日にGAEA解散と共に再び引退。
以後、ライブハウスやドッグカフェのオーナーをしながらプロレス興行のプロデュースなどを行いつつ、後進育成のためのジム設立を準備している。
2006年にはKAORUの復帰戦にあたって、2008年末にもデビル雅美引退興行にてそれぞれ一試合限定での復帰をしている。
2010年秋から、100kgまで増えすぎた体重を調整するため、ダイエットに挑戦して25kg減のダイエットに成功した。
デビル雅美引退興行から長らく女子プロレス界から姿を消していたが、2013年に沈黙が破られ孫弟子に当たる花月の指導に当たり、10月17日のセンダイガールズ後楽園大会にも来場。また、長与に憧れプロレス入りしたスターダムの新人彩羽匠のサポートも約束した。
2014年3月22日、大田区総合体育館でプロデュース興行「That's 女子プロレス」を開催し、一日限定で選手復帰（当初は歌のみの予定だったが、ダンプ松本の挑発に乗る形で復帰が決まった）。第1試合で花月、彩羽と組み、ダンプ、KAORU、世IV虎と対戦、ダンプに蛍光灯を浴びせて勝利し、興行終了後、新団体「Marvelous」の設立を発表した。一方でダンプ松本が再戦要求するなど対戦のオファーもあったが、「本当に無理」と本格選手復帰については否定し、選手以外の立場で女子プロレス界を支えることになる。
2014年7月6日の浜松市を皮切りに始まる「That's 女子プロレス」ツアーをプロデュース。10月11日、東京・両国国技館で開催された「神取忍生誕50年ミスター半世紀イベント　SUPER　LEGEND?伝説から神話へ?」のメインイベントで、神取忍、ダンプ松本、藤原喜明、対、長与千種、天龍源一郎、堀田祐美子の6人タッグマッチに出場。
2015年5月23日、大田区総合体育館で開催された「大江戸超花火」で、同郷の大仁田厚とコンビを組み、ダンプ松本&TARUと史上初の男女混合電流爆破デスマッチに出場。試合後に大仁田絡み限定で現役復帰することを宣言した。
2021年2月13日、Marvelousの門倉凛が出場したスターダム後楽園ホール大会に来場した際、スターダムの岩谷麻優に促される形でリングに入る。そして3月3日のスターダム日本武道館大会への出場を求められ、それを承諾した。3月3日、スターダム日本武道館大会の第一試合の24人参加の時間差バトルロイヤル戦に23番目に出場。白川未奈とウナギ・サヤカに押さえ込まれ14番目に敗退した。

## 語録
長与の言葉の凄みは「圧倒的な感性」と「溢れ出さんばかりの女子プロレスへの深い愛情」にある。2016年までのマーベラスにおける大会終了後の「総括コメント」などで語録を残している。
- 時代は積み重ねではなく横並び。80年代を超えるのではなく、並び立たなければいけない[27]。
- 派手な技を10個出したってお客さんは全部持って帰ってくれはしない。最終的に持って帰るのは人となり[27]。
- 勝った人間もいい顔をするけど、負けた人間の本当に悔しい顔ほど素敵なものはない[27]。
- 耐えるということがモンスターを作るかもしれないけど、モンスターが人の心を動かせる人間になれるわけじゃない[27]。
- 受け継がれていくものには決して飽きが来ない。だからプロレスは面白い[27]。

## 得意技
ランニングスリー
リバースフルネルソンの体勢から相手を担ぎ上げ、リングを対角線上に3歩助走をつけて相手を前方にサンダーファイヤーパワーボムの体勢で投げ捨てる技。アーケードゲーム『ザ・キング・オブ・ファイターズ』のクラークの超必殺技としても有名。技名の由来は長与が贔屓にしていた競走馬ランニングフリーからである。
スーパーフリーク
相手の胴を抱えて引き寄せ、その勢いを利用して相手の体を縦に回転させその遠心力を使いパワーボムの体勢に抱えあげる。その回転の流れのままスパイラルボムのように横回転し、最後はライガーボムのように前方に投げつける技。技名の由来は上と同様に、競走馬スーパークリークから。

二段蹴り
ロープに背をもたれて溜めを作ってから、前かがみになっている相手の顔面を蹴り上げる技。左足を軽く上げ、それを振り下ろす反動を利用して思いっきり右足で蹴り上げる。ダイナマイト・関西戦で初披露。
デスバレーボム
三田英津子の使う同名の技と同形。SSUとの全権抗争、アジャ・コングとのAAAW戦の敗戦後に復帰した際に、対戦相手だった三田英津子をこの技で下し、以後この技を使用することを宣言した。
フライングニールキック
ロープに振られて返ってくる際に、体を横向きにして縦回転させながら相手に足の側面から蹴りを当てていく技。女子で最初にこの技を使用したのが長与で、要所要所で試合の流れを変えるのに利用していた。全女離脱後辺りから、前田日明のように縦回転の強力なニールキック(大車輪キック)を放つ事もあった。
タイガースープレックス
タイガーマスクの同名の技と同形。タイガーマスク以外にもこの技を使う選手は多いが、女子で最初にこの技を使用したのはジャガー横田。後期はほとんど使う機会が無かった。
飛びつき式裏十字固め
相手の手首をつかんで、相手の首の後ろと背中に自分の足を置いて相手をうつぶせに倒し、腕を極める技。アジャ・コングの必殺技の裏拳を切り返す目的で開発された。
プランチャ・スイシーダ
コーナーポストに乗り、場外の相手に向かって体を浴びせていく技。通称「長与プランチャ」で、ここ一番という試合の時に見せる技。
クラッシュスープレックス
相手の両腕を封じて両肘辺りでホールドしたまま、だるまジャーマンで後方に投げてフォールする技。一時期ここ一番で使用した。
ダブルリストアームサルトホールド
正面から相手の両手首をつかんで、相手の脇に自分の首を差し入れて後方に投げてフォールを奪う技。決め手にはならなかったが、多用した技の一つ。今では定番になった技だが、女子で最初に長与が使用した。
カウンター正拳突き
相手をロープに振ってから、『炎の聖書(バイブル)』のジャケットにもなったモーションから、相手の腹部に繰り出す正拳突き。飛鳥のカウンター手刀同様で打った後に力強く膝を落とすのが特徴。タッグでライオネス飛鳥と組むクラッシュギャルズ時には飛鳥と共に相手をロープに振って、カウンターでダブル正拳突きをする。
サソリ固め
スコーピオン・デスロックとも呼ばれ、女子で最初に長与が使用した。タッグでライオネス飛鳥と組むクラッシュギャルズ時には飛鳥と共にサソリ固めをきめる、ダブルサソリもある。
ハーフハッチ
相手の頭を脇に抱え、もう片方の腕を相手の脇の下から通して後ろに反り投げブリッジで固める。クラッシュ結成初期に得意としたスープレックス。

## タイトル歴
- WWWA世界シングル王座
- WWWA世界タッグ王座
- オールパシフィック王座
- 全日本ジュニア王座
- IWA世界女子王座
- WCCW世界女子王座
- AWA南部女子王座
- AAAWヘビー級王座
- AAAWタッグ王座
- 爆女王
- 爆破王タッグ

## 受賞歴
- 第14回 横浜音楽祭「特別賞」受賞（1987年11月6日）
- 米国 CAULIFLOWER-ALLEY-CLUBカリフラワーアレイクラブ レスリングオナー殿堂入り（1996年）
- 米国 wrestling Observerレスリング・オブザーバー 殿堂入り（1997年）
- プロレス大賞「2015年 最優秀タッグ賞」受賞（2015年12月）

## ディスコグラフィ

### シングル
1. 100カラットの瞳（1986年10月10日）
2. 白い告白（1987年1月1日）
3. STAY（1987年5月1日）
4. 友情1987（1987年8月21日）
5. どうしたんだ?MYハート（1988年2月21日）
6. JOURNEY（1990年3月21日）
7. Fighting Girl（2009年）
8. いつか…また（2010年10月8日）
9. 8月8日 Thank for all（2011年8月8日）

### アルバム
1. Dancin' Love（1987年2月21日）
2. Heart Line（1987年9月1日）
3. THRILLING SHOWER（1987年11月21日）
4. Dear My Friends 〜心をこめて〜（1989年6月21日）

### 参加作品
1. リング・リング・リング 〜涙のチャンピオンベルト（1993年6月9日）
  - GET MY DREAM
2. GAEA REC.（1998年4月21日）
  - TELL ME WHY? / しなやかなタフネス / 空をおいかけて

### VHS
1. 長与千種コンサート'86 CHIGUSA ON MY ROAD
2. 長与千種コンサート'87 STAY
3. 長与千種 HEART LINE
4. CHIGUSA MANIA
5. 長与千種 LIVE'88 ACTOR
6. CHIGUSA MANIA 2
7. 長与千種サマーライブ FU・SHI・GI
8. 長与千種 LIVE ACTOR II NEW YORK STORY
9. CHIGUSA MANIA SPECIAL

## 書籍

### 単行本
- 長与千種『Chigusa』ケント出版、1986年10月。ISBN 4876430055。

：『Chigusa』長与千種 著 - 国立国会図書館デジタルコレクション　国会図書館デジタルコレクション　デジタル化資料個人送信サービスで閲覧可。
- 長与千種『千種のビューティ・シェイプアップ　3ケ月で15kgやせる!』高橋書店、1989年11月。ISBN 4471033425。

：『千種のビューティ・シェイプアップ : 3ケ月で15kgやせる！』長与千種 著 - 国立国会図書館デジタルコレクション　国会図書館デジタルコレクション　デジタル化資料個人送信サービスで閲覧可。
- いまだから解禁!女子プロレスここまで喋っていいかしら（1989年11月）
- 自分流。―へこんでもいい!迷ってもいい!（2002年4月）

### 写真集
- 長与千種選手（1987年1月）
- 虜（1988年11月）
- また逢えたね（1989年10月）

## タレント活動
- レコード会社対抗大運動会（1984年 - 1985年）
- アイドル水泳大会（1984年 - 1987年、フジテレビ系）
- 女子プロレスを1000倍過激に楽しむ方法I（1985年、フジテレビ系）
- 女子プロレスを1000倍過激に楽しむ方法II（1986年、フジテレビ系）
- 女子プロレスお正月だって過激だよ（1986年、フジテレビ系）
- ゲーム数字でQ（NHK） - レポーターとして出演
- 気分はワイルド（1995年、テレビ朝日系列）
- 激変!ミラクルチェンジ（TBS）
- 水道橋博士の80年代伝説（2012年、歌謡ポップスチャンネル）
- バイキング（2015年、フジテレビ）

## ドラマ（女優活動）
- 輝きたいの（1984年5月9日 - 5月30日、TBS系） - 先輩レスラー 役
- 毎度おさわがせします（1985年、TBS系） - 長与千種（本人） 役
- 火曜スーパーワイド「なんでも屋繁盛記1」（1989年、テレビ朝日）
- 許せ妻たち（1990年、関西テレビ） - 内海はるか巡査 役
- 京、ふたり（1990年 - 1991年、NHK朝の連続テレビ小説）
- 劇的空間 OLケツまくり（1992年4月2日 - 1992年5月14日、日本テレビ系）
- ドラマシティー'92 東京パーキングウォーズ（1992年5月28日、読売テレビ系）
- ネオドラマ：ifのふたり（1992年12月14日 - 1992年12月17日、テレビ朝日）
- 同窓会（1993年10月20日 - 1993年12月22日、日本テレビ） - 七月の同級生・しょうこ 役
- 金曜ドラマシアター 嘘（1993年2月19日、フジテレビ系）
- 月曜ドラマスペシャル 君は今どこに（1994年9月5日、TBS系）※1994年度ギャラクシー賞奨励賞受賞作品
- 鬼平犯科帳（1994年、フジテレビ）第5シリーズ 第4話「市松小僧始末」 - おまゆ 役
- たたかうお嫁さま（1995年10月18日 - 1995年12月13日、日本テレビ系）
- Giri/Haji（英語版）（2020年1月10日、Netflix） - セキ 役

## 舞台
- 熱海殺人事件オン・ザ・カントリーロード（1990年,つかこうへい作・演出 ）- 大山金太郎ダミー 役
- 熱海殺人事件ザ・ロンゲスト・スプリング（1991年,つかこうへい作・演出）- 大山金太郎ダミー 役
- リング・リング・リング女子プロレス純情物語（1991年、1992年、つかこうへい作・演出） - 長与千種 役
- ストリッパー物語（2001年、つかこうへい作・演出） - 女子プロレスストリッパー 役

## 映画
- リング・リング・リング 涙のチャンピオンベルト（1993年公開）-　主演・長与千種 役

## ラジオ
- 長与千種のどけぇいきょーん?!（山陽放送 1991年4月 - 1992年3月）
- SNK一撃!ネオ・ラ・ジオ（MBSラジオ 1993年）

## CM
- 赤城乳業「スーパーソフト」（1986年） - クラッシュギャルズとして出演
- ハウス食品「好きやねん」「うまかっちゃん」（1990年）